# Gevelsberg
Gevelsberg is een stad in de Duitse deelstaat Noordrijn-Westfalen, gelegen in de Ennepe-Ruhr Kreis. De stad telt 30.733 inwoners (31 december 2020) op een oppervlakte van 26,29 km². Naburige steden zijn Sprockhövel, Wetter, Hagen, Ennepetal, Schwelm.

## Geboren
- Emil Rühl (1904-?) Duits medewerker van de Sicherheitsdienst
- Michael Cramer (1949), politicus
- Lena Oberdorf (2001), voetbalster
- Kjell Wätjen (2006), voetballer

## Afbeeldingen

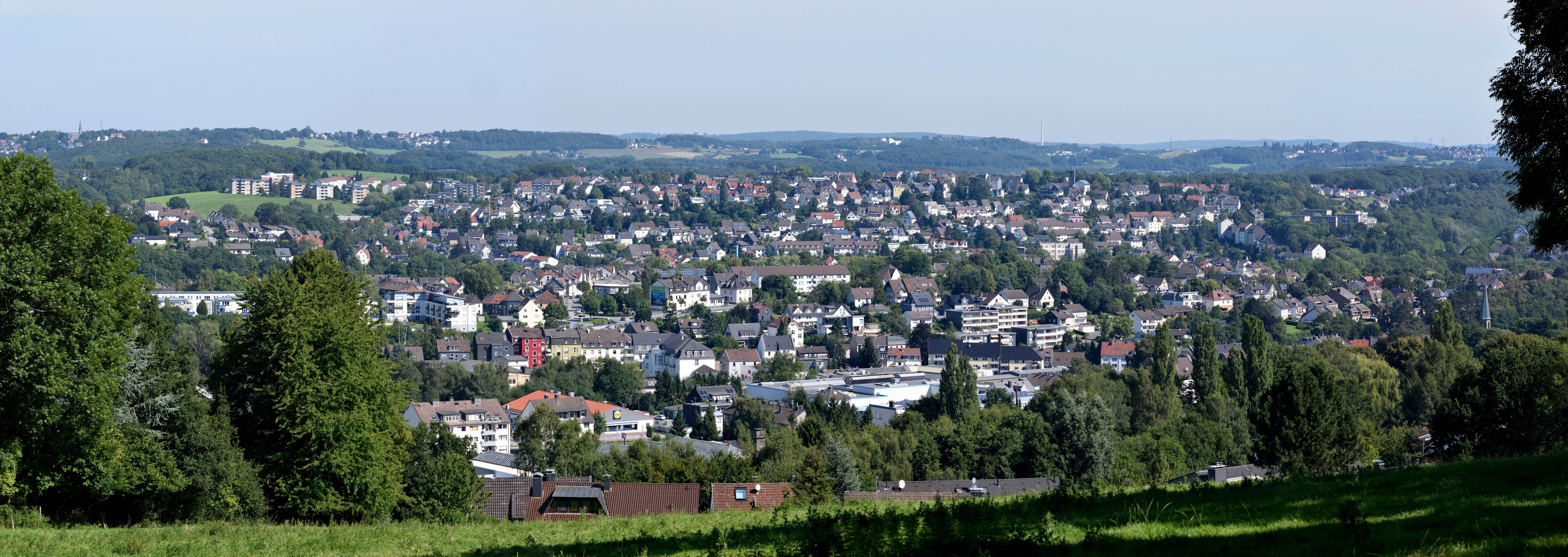
Gezicht op Gevelsberg
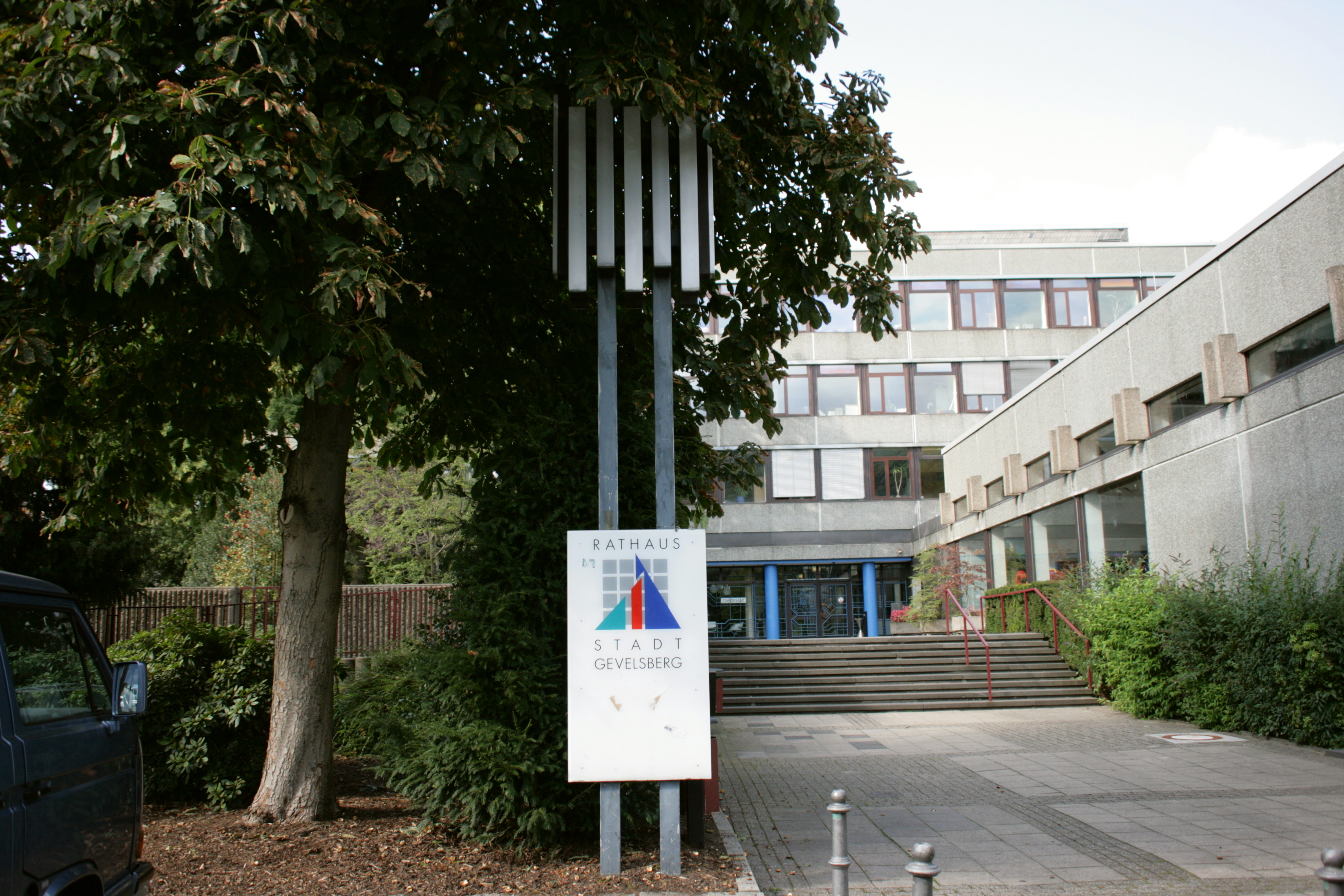
Gemeentehuis
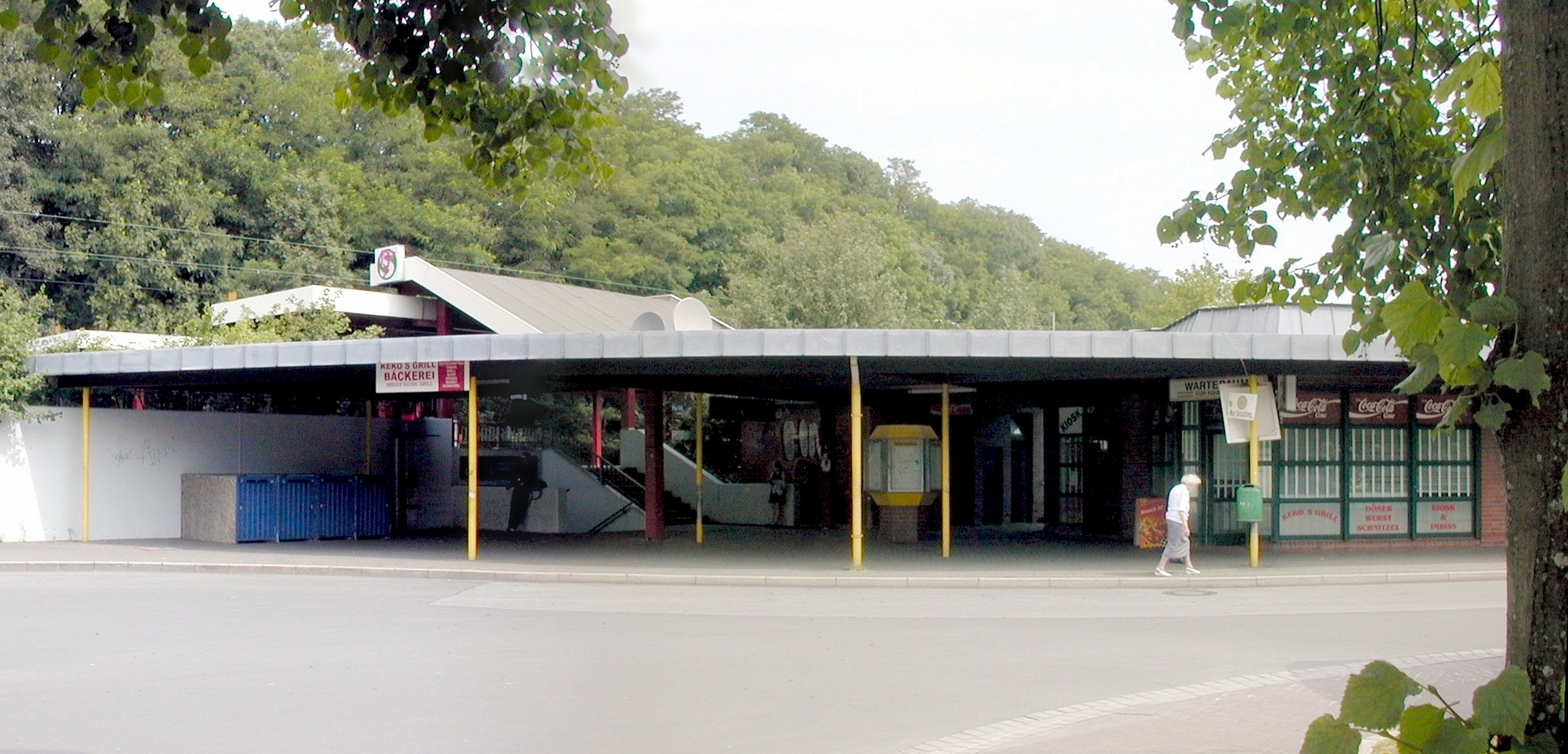
Gevelsberg Hauptbahnhof
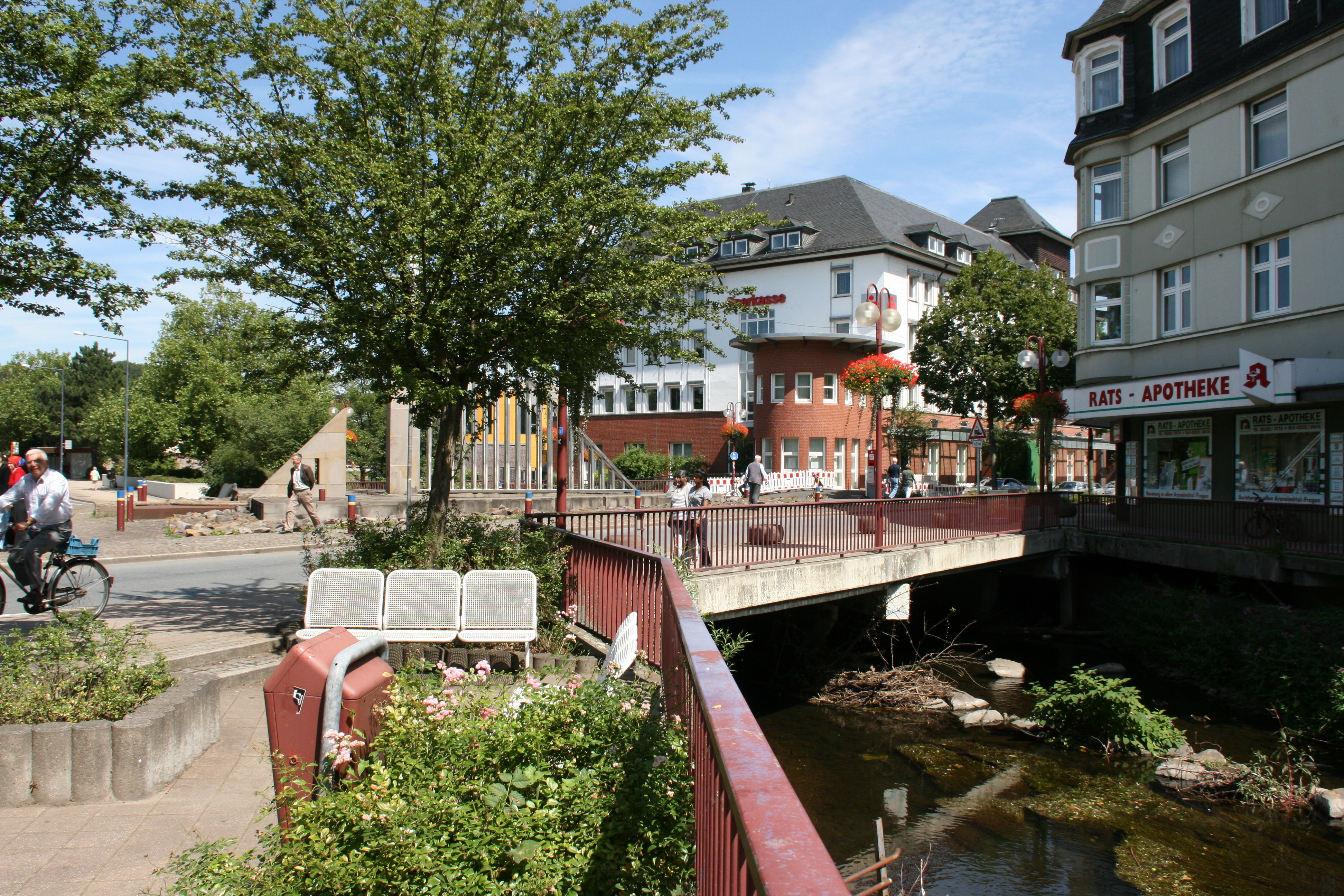
Mittelstraße

Breckerfeld · Ennepetal · Gevelsberg · Hattingen · Herdecke · Schwelm · Sprockhövel · Wetter · Witten